# Amy Mainzer
Amy Mainzer (Mansfield, 2 gennaio 1974) è un'astronoma statunitense, specializzata  nelle strumentazioni dell'astrofisica e dell'astronomia a raggi infrarossi; ricercatrice principale del progetto NEOWISE per lo studio dei pianeti minori.
Le sue principali ricerche includono gli asteroidi, le nane brune, le atmosfere planetarie, i dischi di detriti, le stelle, la formazione, la progettazione e la costruzione di nuove strumentazioni.

## Biografia
La Mainzer ha conseguito la laurea con lode in fisica presso l'Università di Stanford nel 1996 a soli 22 anni, nel 2000 ha conseguito un master in astronomia al California Institute of Technology e un dottorato di ricerca sempre in astronomia, all'università della California nel 2003. and the Near Earth Object Surveyor space telescope mission.

## Media

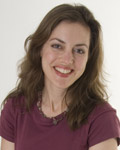
Amy Mainzer

Negli ultimi anni, insieme al collega statunitense Alexei Filippenko  partecipa alla La storia dell'universo, del programma di History Channel +1 come divulgatrice scientifica.  Appare anche nel documentario "Stellar Cartography: On Earth" incluso nell'home video di Star Trek Generations (marzo 2010). Mainzer è stata anche nel documentario del 2016 sulla vita di Leonard Nimoy e sull'effetto di Spock sulla cultura popolare chiamato "For the Love of Spock", diretto dal figlio di Leonard Nimoy, Adam Nimoy. È consulente scientifica e conduttrice degli "interstitial live-action" della serie PBS Kids Ready Jet Go!. È stata consulente scientifica per il film Netflix del 2021 Don't Look Up.

## Premi e riconoscimenti
- Medaglia per risultati scientifici eccezionali della NASA (2012)
- Medaglia al risultato eccezionale della NASA (2011)
- Numerosi premi di gruppo per Spitzer, WISE, NEOWISE
- Premio Lew Allen per l'eccellenza (2010)

### Asteroide
- L'asteroide 234750 Amymainzer porta il suo nome.[6]